# Gränsbevakningsväsendet

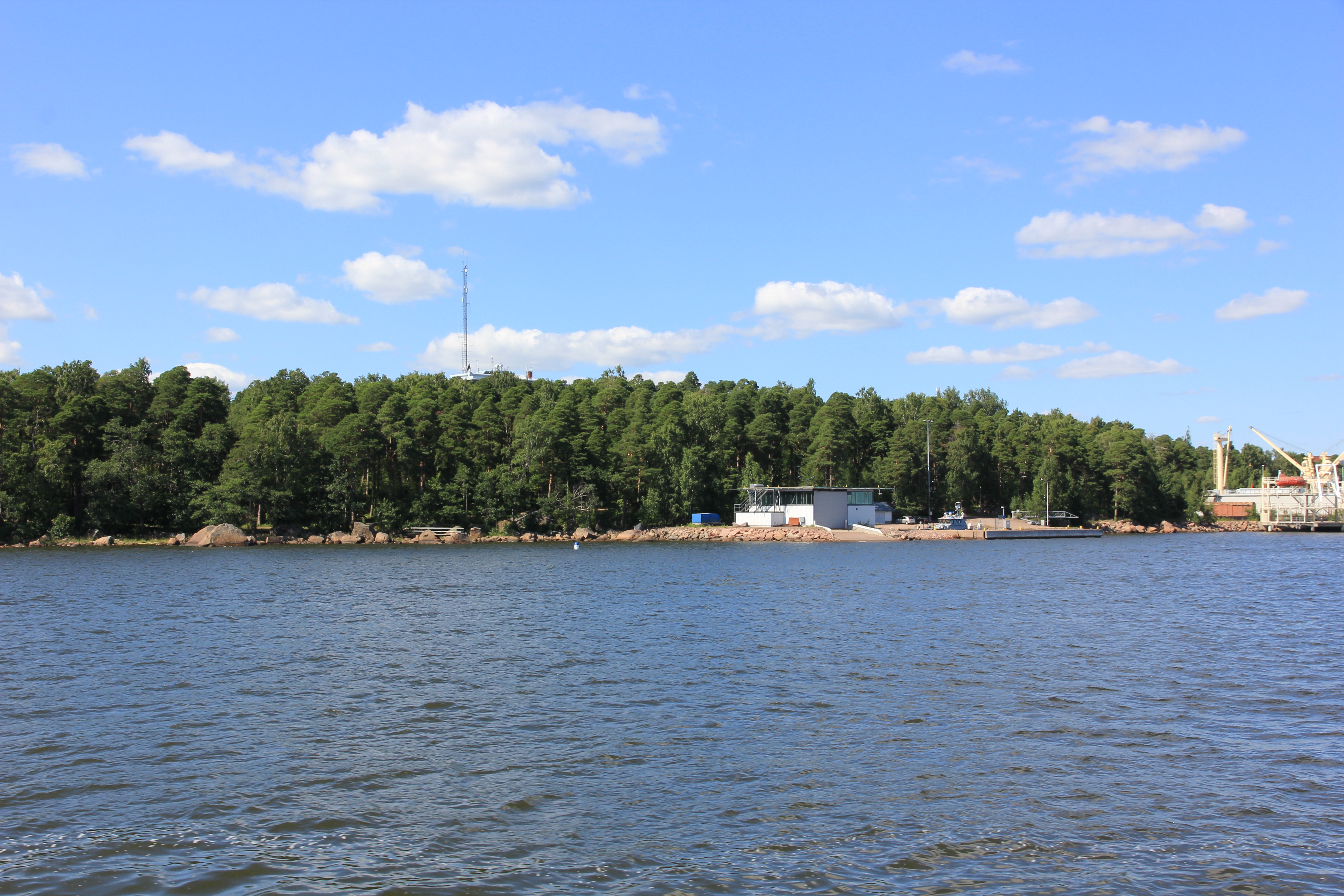
Kustbevakningsstationen i Kotka

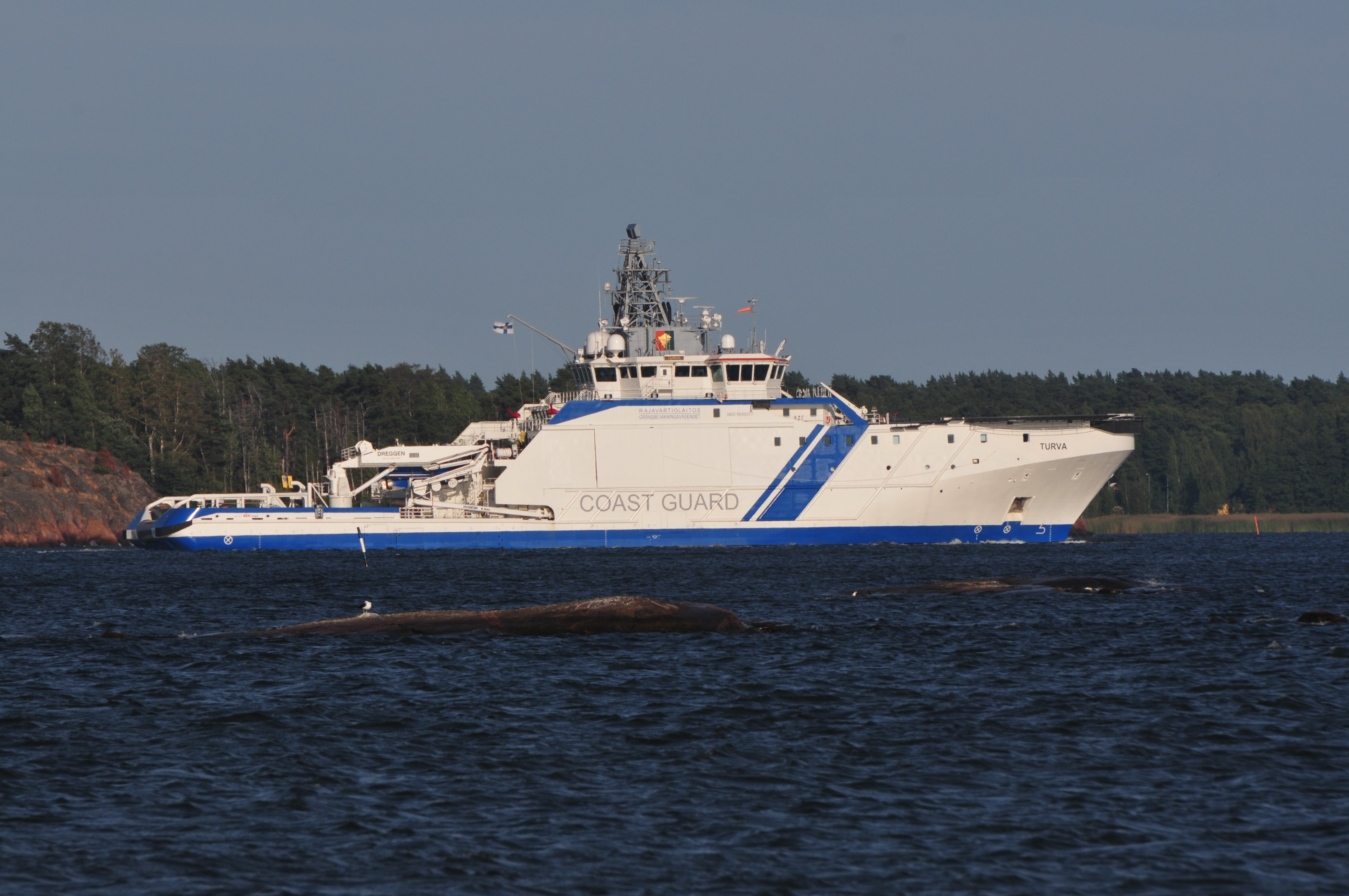
Kombinationsfartyget Turva

Gränsbevakningsväsendet (finska: Rajavartiolaitos)  är en militärt organiserad finländsk myndighet, som är underordnad Inrikesministeriet. Myndigheten ansvarar för gränsbevakningen, inklusive sjöbevakningen, samt relaterade uppgifter, såsom sjöräddningen. Personalen uppgår till 3 600 personer av vilka 500 är värnpliktiga. Vid mobilisering kommer Gränsbevakningsväsendet att ingå i den finländska försvarsmakten och utöka sin personal till omkring 23 000 personer.
Finland har en lång landgräns mot Ryssland, som varken tillhör EU eller Schengenområdet. Den finländska sidan av gränsen patrulleras rutinmässigt av Gränsbevakningsväsendet.

## Historik

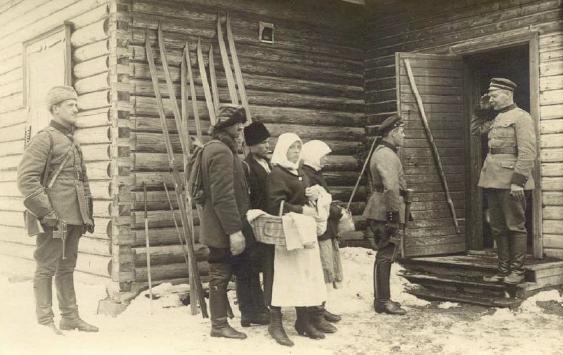
Gränsbevakningspatrull med gripna gränsgångare (1920-talet).

Vid vinterkrigets utbrott fanns det nio gränskompanier (fi: Rajakomppania) på det Karelska näset. Norr om Ladoga hade gränsbevakningsväsendet sex fristående bataljoner (fi: Erillinen pataljoona). Längre norrut, i Petsamo, överlämnades försvaret till 10:e fristående kompaniet (fi: 10. Erillinen komppania). Efter vinterkriget belönade överbefälhavare Mannerheim alla gränsbevakare år 1941 med titeln "gränsjägare" (fi: rajajääkäri). Under fortsättningskriget kombinerades gränsbevakningskompanierna till åtta gränsjägarbataljoner (fi: Rajajääkäripataljoona) och senare, under lapplandskriget till en gränsjägarbrigad (fi: Rajajääkäriprikaati).

## Sjöbevakningen

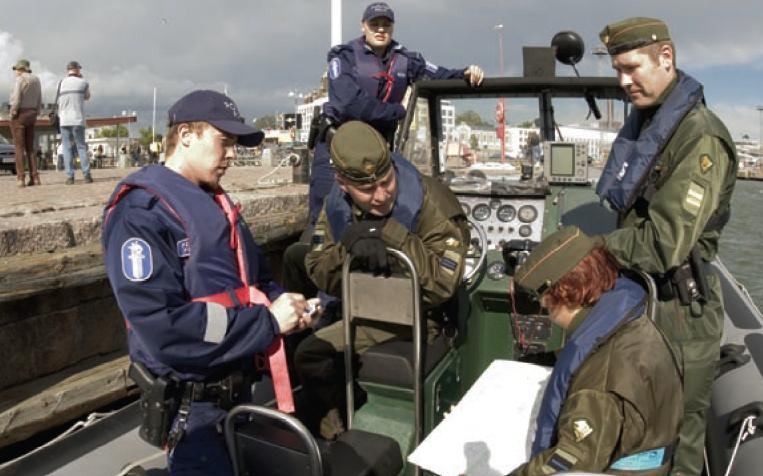
Sjöbevakare och polis i Helsingfors hamn.

Grundutbildningen för sjöbevakare är densamma som för andra gränsbevakare. Sjöbevakningen utgör den sjöoperativa delen av Gränsbevakningsväsendet.
Sjöbevakningen har dels egentliga gränsbevakningsuppgifter, dels ansvarar den för säkerhet till havs och leder, sjöräddningen. Den bistår också Räddningsverket med brandsläckning och utför polisuppdrag på land, självständigt eller i samarbete med eller på uppdrag av polisen. Bevakningen innefattar nykterhetstest samt bevakning av jakt, fiske och naturskydd.
Traditionellt har sjöbevakningen haft en stor andel svenskspråkiga i personalen. Lagen kräver att statliga myndigheter kan betjäna på svenska. Förutom för finlandssvenskar är detta värdefullt också för sjöfarare från Sverige – och i skärgården finns fortfarande människor som inte förstår finska.
Fram till 2014 gavs grundutbildning för sjöbevakare på svenska i Esbo, men på grund av nedskärningar koncentrerades grundutbildningen till enspråkigt finska Imatra och ordnas enbart på finska (provsvar får dock skrivas på svenska). Enheten för sjöutbildning finns i det tvåspråkiga Åbo invid Skärgårdshavet. Av eleverna är 2–3 av 12 svenskspråkiga, liksom ungefär hälften av lärarna. Utbildningen är på finska, även om en del kortare kurser ordnas på svenska. Att utbildningen i huvudsak är på finska är framförallt ett problem för ålänningarna, många av dem klarar inte en utbildning på finska.
Sjöbevakningen är organisatoriskt indelad i två sjöbevakningssektioner: Finska vikens sjöbevakningssektion och Västra Finlands sjöbevakningssektion (Skärgårdshavet, Ålands hav och Bottniska viken).

### Sjöbevakningen på Åland
Inom det demilitariserade och självstyrda Åland sköts sjöbevakningen av Ålands sjöbevakningsstation. Denna är inte underställd det självstyrda Åland, utan sjöbevakningsstationen är direkt underlydande kommendören för Västra Finlands sjöbevakningssektion. Denna har en hierarkiskt strukturerad linjeorganisation, som är underordnad Gränsbevakningsväsendet. 
För sjöräddning på Åland verkar också Ålands Sjöräddningssällskap, som är en ideell förening som bedriver sjöräddningstjänst med frivilliga inom landskapet Åland. Sällskapet deltar även i brandbekämpning och miljöskydd i landskapet.

## Huvuduppgifter

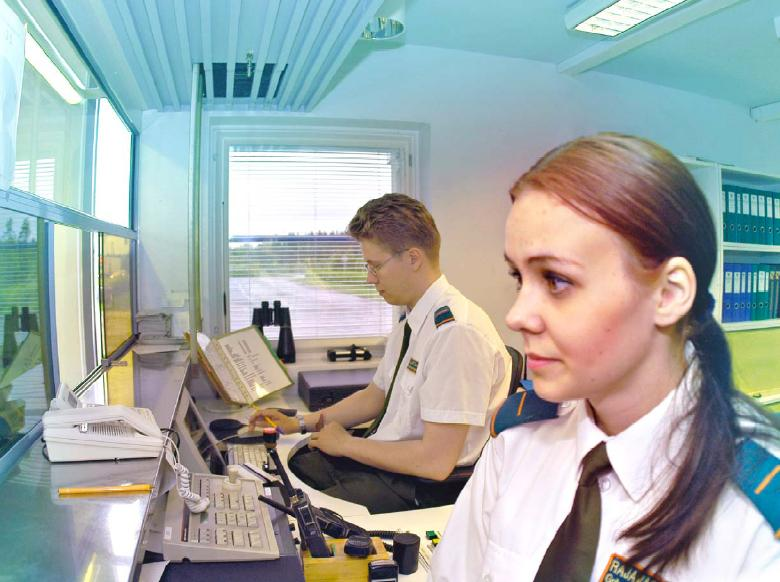
Yngre gränsbevakare i passkontrolltjänst.

- Att bevaka Finlands landgränser och territorialvatten.
- Passkontroll vid gränskontroller, flygfält och hamnar.
- Räddningsoperationer (huvudsakligen till sjöss).
- (i krigstid) patrullverksamhet och gerillakrigföring bakom fiendens linjer.

## Värnpliktsutbildning
Gränsjägarkompanierna i Onttola och Ivalo utbildar partigängare (jägare) för krigstida uppgifter och uppgifter vid undantagstillstånd. Utbildningen är antingen inriktad på strid eller på spaning. Gränsjägarkompaniet i Onttola utbildar även kvinnor som sökt sig till frivillig militärtjänst. De som utbildas till reservofficerare genomgår reservofficersskolan i Fredrikshamn. Reservunderofficerare utbildas vid kompanierna.
Utbildningen till specialgränsjägare inom Gränsbevakningsväsendet ges vid Gräns- och sjöbevakningsskolans specialgränsjägarkompani i Immola, Imatra. Årligen antas en kontingent i juli utgående från ansökningar och på basis av urvalsprov som hålls i februari-mars. 

## Utrustning

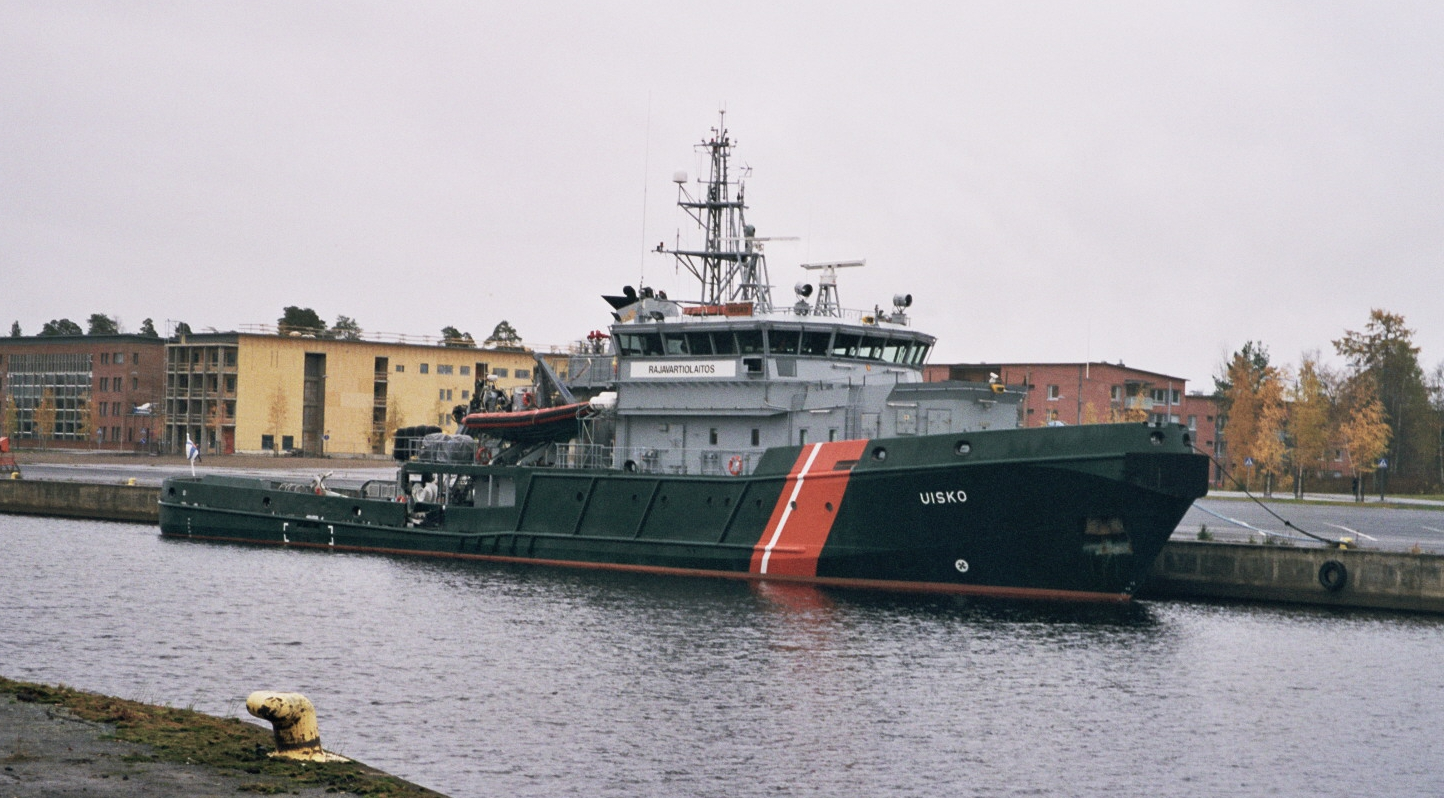
Sjöbevakningsfartyget VL Uisko.

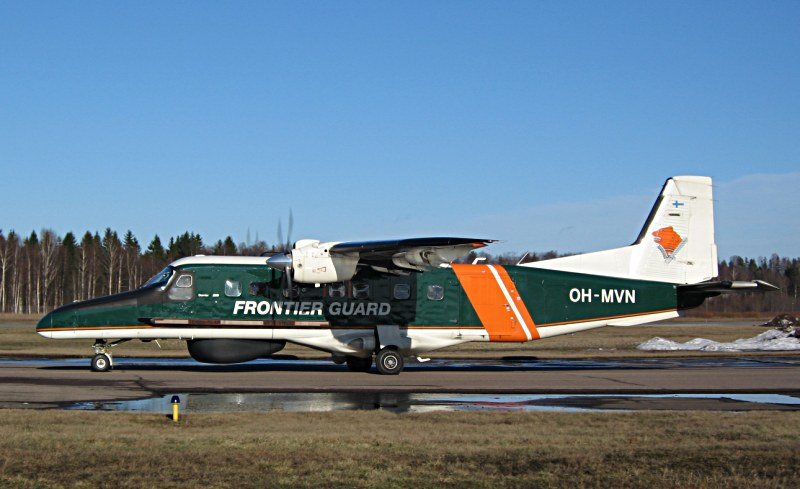
En Do-228 tillhörigt Gränsbevakningsväsendet.

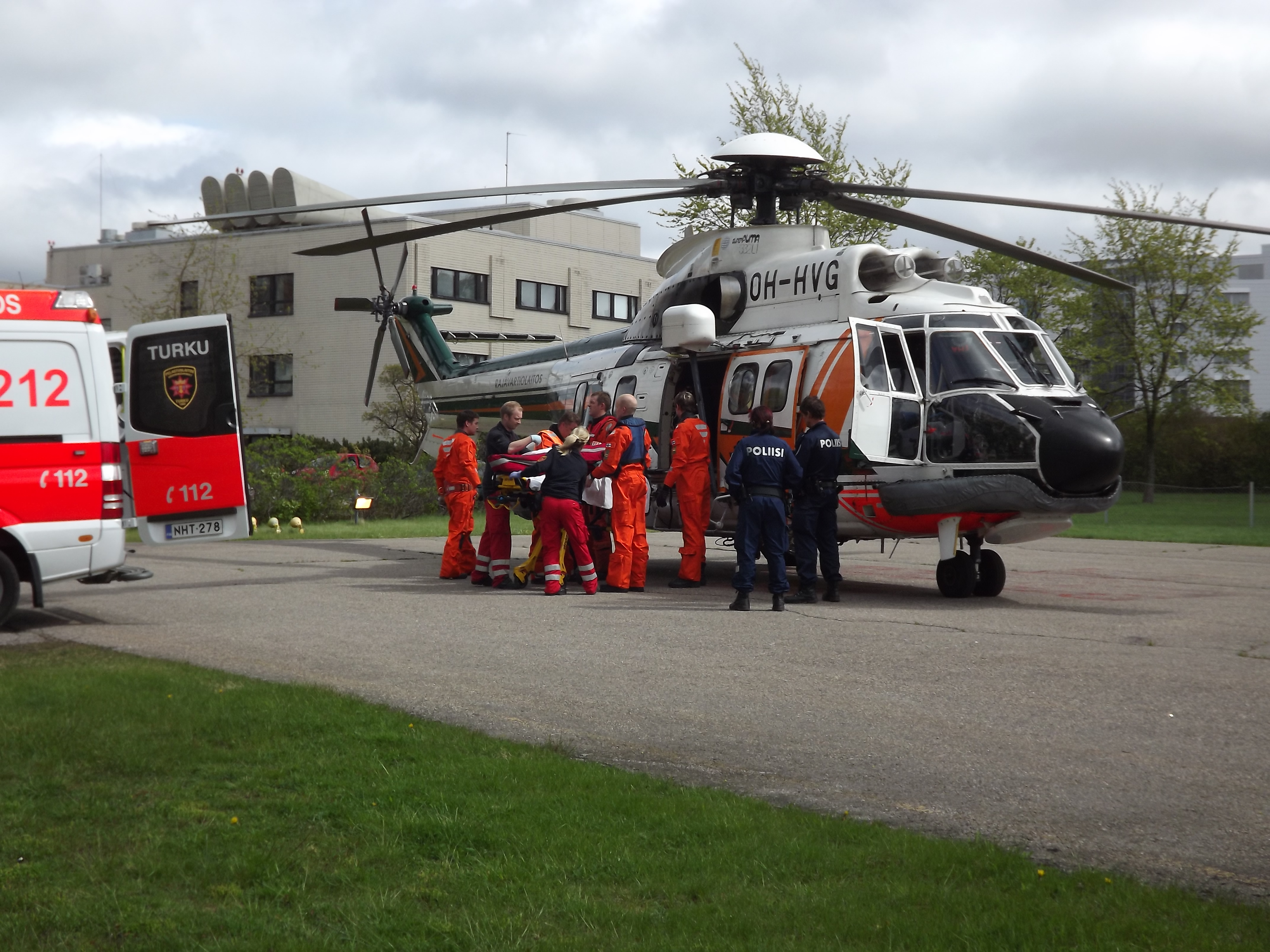
Gränsbevakningen sköter också räddningsuppdrag, här i samarbete med polis och ambulanspersonal.

### Fartyg
- Kombinationsfartyget VL Turva
- 2 kombinationsfartyg av Tursas-klass: Tursas, Uisko
- 3 Telkkä-klass: Telkkä, Tavi, Tiira (tagna ut drift 2010 och senare sålda)[5]
- Kustpatrullbåtar, bland andra 23 Marine Alutech Waterjet 1300 Patrol[6]

### Svävare
- 4 Slingsby SAH 2200 svävare
- 3 Griffon 2000 TDX(M) svävare

### Flygplan
- 2 Dornier 228 MP

### Helikoptrar
- 5 Agusta AB 412 Griffon
- 3 Eurocopter AS 332L1 Super Puma
- 4 AgustaWestland AW119

#### Tidigare helikoptrar
- Agusta-Bell AB-206 (ersatta 2011)

## Tjänstgöringsgrader och militära grader

### Tjänstgöringsgrader för gränsbevakare och sjöbevakare i militära tjänster
| Gränsbevakare          | Sjöbevakare          |
| ---------------------- | -------------------- |
| Yngre gränsbevakare    | Yngre sjöbevakare    |
| Äldre gränsbevakare    | Äldre sjöbevakare    |
| Övergränsbevakare      | Översjöbevakare      |
| Gränsbevakningsmästare | Sjöbevakningsmästare |

De militära graderna för gränsbevakare och sjöbevakare i militära tjänster samt för personer som tjänstgör i andra än militära tjänster vid gränsbevakningsväsendet är desamma som för dem som hör till reserven, dock lägst undersergeant.